# Pantun
Le pantun, ou pantoun (Jawi : ڤنتون), est un genre oral traditionnel propre à la langue malaise, extrêmement répandu dans les régions de l'archipel qui pratiquent cette langue (Malaisie, Indonésie, Brunei, Singapour). On peut le caractériser comme un dit, un proverbe en image, voire un poème, mais il faut comprendre que cette dernière appellation est une réduction très sensible du genre.

## Étymologie
La complexité à définir le genre commence avec la signification du terme, qui équivaut étymologiquement à « image, comparaison ». L'expression « sepantun » signifie « comme, de même que ». C'est pourquoi l'emploi du terme dépasse largement la désignation de ce seul genre pour signifier plus généralement la notion de poésie elle-même. « Berpantun », c'est-à-dire « pantouner », peut alors signifier « poétiser », tandis que « berbalas pantun », c'est-à-dire « échanger des pantouns », renvoie au genre plus précisément sous l'une de ses formes : la joute poétique.

## Forme de base: le quatrain
La forme de base du pantoun est celle d'un quatrain de rimes croisées abab. Cependant, ce qui fait son originalité absolue parmi les genres brefs est sa division en deux parties. La première, le « pembayang » (ombre portée, en Malaisie) ou « sampiran » (corde, en Indonésie), est un tableau d'ordre objectif, descriptif, mais qui indique, oriente le sens qui sera révélé dans le distique suivant, le « maksud », ou « sens » qui est lui d'ordre proverbial ou subjectif, ou les deux. Par exemple :
La sangsue, d'où s'en vient-elle donc ?

- De la rizière, elle descend au canal.

Et l'amour, d'où s'en vient-il donc ?

- Des yeux, il descend jusqu'au foie.
(trad. Georges Voisset)
Le noyau actif du genre pantoun n'est donc pas son organisation en quatrain à rimes croisées - cette organisation de base qui a donné lieu à la tradition du fameux pantouM à la française par enlacement de rimes répétées (abab - bcbc - cdcd, etc.). Il réside plutôt dans la notion même d'image et qui fonctionne en réalité entre les deux moitiés comme une analogie. Analogie qui ne doit pas être trop évidente – sinon on a une simple réduplication du sens ; ni trop absconse – sinon elle disparaît. On peut apprécier sans trop de mal l'analogie dans le pantoun précédent.

## L'art du pantoun
L'art du pantoun consiste, une fois cette analogie fixée, à rendre les parallélismes sonores les plus proches ou riches. Voici la version malaise du fameux pantoun de la sangsue, dans laquelle on notera que l'analogie est soutenue par une simple différence de quelques consonnes :
Dari mana datangnya lintah

dari sawah turun ke kali

Dari mana datangnya cinta

dari mata turun ke hati
Toutefois, c'est la question de l'analogie qui demeure au cœur du genre et en représente, pour les adeptes du pantoun, le défi le plus stimulant et l'écueil le plus redoutable.

## Formes développées savantes
Il résulte de cette structure totalement binaire que le pantoun ne peut pas être limité à une forme-genre, en l'occurrence un quatrain. Si un sonnet se définit par un poème de 14 vers ou un haïku par une alternance de 5/7/5 syllabes, le pantoun n'est pas toujours un quatrain. Il existe nombre de « pantun dua kerat », c'est-à-dire des « pantouns de deux lignes ». Cette forme est rendue naturelle (à moins qu'elle ne soit en vérité la forme proverbiale de base ?) du fait d'une autre caractéristique structurelle : la binaire systématique du pantoun est en effet accrue par le système de versification malais, dans lequel le vers classique est formé de quatre mots, la plupart des mots de base malais étant le plus souvent bi-syllabiques. Par exemple :
Sudah gaharu / cendana pula

Sudah tahu / bertanya pula
L'aloès déjà / le santal encore

Tel qui sait déjà / il demande encore.
(trad. Georges Voisset)
Notons par ailleurs que cette disposition est celle non seulement des pantouns rédigés en écriture jawi, celle dans laquelle les Européens les découvrirent, mais également conforme à la tradition arabe, qui a imprégné la culture malaise et ceux qui se sont intéressés à ce genre comme à tous les autres. Puisque la plupart des pantouns du répertoire connu et apprécié sont effectivement formés de quatre vers de quatre mots de base bi-syllabique, ou bien de deux vers de quatre mots (ou quatre vers de deux mots), la question de la forme quatrain peut donc être posée pour des pantouns à trois mots, comme celui-ci – quatrain court, ou distique long ?
Pinggan ta' retak

nasi ta' dingin

Engkau ta' hendak

kami ta' ingin
À plat non fendu

riz non refroidi.

Tu ne veux plus,

plus n'ai envie.
Pinggan ta' retak / nasi ta' dingin

Engkau ta' hendak / kami ta' ingin
À plat non fendu / riz non refroidi

Tu ne veux plus / plus n'ai envie
(trad. Georges Voisset)
Toutefois, si ces questions touchent à la dimension orale du genre, ce sont des questions relevant de littérature écrite qui ont intéressé poètes et savants, puis adeptes inconditionnels du pantoun. Par la même raison que le pantoun-quatrain peut être divisé, il peut être en effet « étendu ». Le procédé le plus fameux d'extension (ad libitum) du quatrain est la forme liée, le « pantun berkait », dont le modèle, les fameux Papillons de la note de Victor Hugo dans ses Orientales. Voici deux autres strophes d'un autre long pantoun lié traditionnel :
Banian bordant les champs défrichés,

cime ondulant, penchée sur la forêt.

Mon cœur a envie de voir une fleur,

une fleur gardée par un grand serpent.
Cime ondulant, penchée sur la forêt,

meurt étouffée sous les parasites.

Une fleur gardée par un grand serpent -

cherchons donc comment le tromper.
(etc.)
(trad. Georges Voisset)
L'autre procédé d'expansion du quatrain est moins connu, il s'agit d'une expansion interne : ab/ab se transformant alors en abc/abc (pantoun sizain, puis en abcd/abcd (double pantoun). Deux exemples, sur une matrice identique :
Gemmes tombées au beau milieu de l'herbe,

Chutes à terre étincellent encore ;

L'amour, rosée à la pointe de l'herbe,

Au grand soleil à coup sûr s'évapore.
(trad. François-René Daillie)
Une perle est tombée dans l'herbe,

tombee dans l'herbe elle rebondit ;

faites attention, ne l'écrasez point,

l'herbe amère pousse si drue par là.

Mes yeux ne voient rien d'autre qu'elle,

de mon cœur elle ne veut partir,

le jour, ma chimère elle devient,

la nuit dans mon rêve elle est là.
(trad. Georges Voisset)

## Emplois du pantoun
Bien loin de correspondre à notre notion moderne étroite de poésie, le pantoun, genre d'abord oral, peut servir à « enrober » proverbes, comptines, rondes, danses, berceuses, charmes magiques, tout comme exclamations amoureuses ou acerbes. Il est aussi chanté, notamment dans sa version "dondang sayang" à Malacca. On a noté son rôle dans la joute poétique (ou « pantounique »). Du point de vue de sa fonction et de ses contenus, il exprime souvent l'amour, mais aussi la sagesse, la morale, la pédagogie, la religion, la politique, les travaux et les jours, le commerce... À ce titre, il est présent en tant que citation dès les premiers monuments de la littérature malaise écrite (Annales Malaises, Histoire de Hang Tuah, Poème de Bidasari), soit en tant que commentaire synthétique, « moralité », soit en tant qu'envolée lyrique, parenthèse dans le récit.

## Importation du pantoun en France
Le tout premier pantoun introduit en français en tant que tel est aussi l'un des plus célèbres et des plus traduits depuis. Il se trouve dans la traduction française de 1787 de History of Sumatra (par l'Anglais William Marsden, en 1783), et est bien antérieur aux fameux Papillons qui furent révélés par Victor Hugo en 1828 dans les notes de Les Orientales et auxquels, à la suite d'une coquille de l'éditeur, on doit l'orthographe fautive « pantoum ». Le même Anglais qui, en 1811, introduira les dix autres pantouns malais auxquels va puiser toute l'Europe romantique, et jusqu'à nos jours - y compris les Papillons :
Que sert de vouloir allumer une lampe,

S'il n'y a point de mèche ?

Que sert de faire l'amour avec les yeux,

Si l'on n'a pas une intention sérieuse ?
(trad. J-P. Parraud, 1787)
Paradoxalement, le succès du pantoun/pantoum en France puis dans le monde tiendra cependant à l'ignorance, dès Baudelaire (son poème harmonie du soir est très loin du modèle malais, tant sur le fond que sur la forme), de ce qui fait toute l'originalité, la singularité, la beauté et la richesse de ce genre malais : sa dichotomie interne. Malgré l'insistance de Théodore de Banville, le théoricien français du genre, sur ce point, les poètes occidentaux renoncent souvent à cette loi canonique qu'est précisément la dichotomie de « sens » entre les distiques, mais qui fonctionne difficilement dans nos régimes poétiques écrits. Néanmoins Charles Asselineau, Louisa Siefert et surtout Leconte de Lisle et les parnassiens pratiquèrent la forme telle que décrite par Banville et produisirent donc de véritables pantun berkait francophones. 
La revue poétique Pantouns, diffusée par l'Association Française du Pantoun, donne aujourd'hui écho à la forme traditionnelle du pantoun malais, non plus seulement auprès d'un public d'orientalistes, mais auprès des poètes au sens large, invités à créer et à échanger des pantouns. Avant cette redécouverte poétique, quelques rares auteurs s'étaient aventurés sur les terres créatrices du pantoun malais : Ernest Fouinet, l'informateur de Hugo, puis René Ghil, et longtemps plus tard Jean de Kerno (depuis les années 1990). Parmi les promoteurs français du pantoun malais dans le monde des lettres, il faut également noter les noms de Henri Fauconnier et de son roman Malaisie, Prix Goncourt 1930. Les deux principaux traducteurs et promoteurs du pantoun en français sont François-René Daillie et Georges Voisset, mais au total une douzaine de chercheurs ont au moins mentionné et traduit un ou plusieurs pantouns depuis la période romantique et la création de la chaire de malais à l'École spéciale des langues orientales par Édouard Dulaurier.

## Reconnaissance
Le pantun est inscrit sur la liste représentative du patrimoine culturel immatériel de l'humanité en décembre 2020 par l'UNESCO.

### Création
- Revue Pantouns, éditée par Pantun Sayang, l'Association Française du Pantoun.
- Une Poignée de Pierreries, collection de pantouns francophones éditée par Jérôme Bouchaud et Georges Voisset, Jentayu, 2014.

### Traduction
- Anciennes Voix Malaises, par François-René Daillie, Fata Morgana, 1993.
- La Lune et les Étoiles. Le pantoun malais, par Francois-René Daillie, Les Belles Lettres, 2000.
- Pantouns Malais, par Georges Voisset, La Différence, coll. Orphée, 1993.
- Poèmes dans le métro, par Georges Voisset, Le Temps des Cerises, 1995.
- Pantouns Malais, par Georges Voisset, Les Perséides, coll. Art Bref, 2009.
- Le Chant à Quatre Mains. Pantouns et autres poèmes d'amour, par Georges Voisset, Collection du Banian, 2010.

### Études
- Histoire du genre pantoun. Malayophonie. Francophonie, par Georges Voisset, L'Harmattan, 1997.
- Du Levant au couchant : la poétique malaise comme Somme Occidentale, in Les Lèvres du Monde, par Georges Voisset, Les Perséides, 2008.
- Cratyle métis : les harmoniques franco-javanaises de René Ghil, id.
- Le vrai pantoun et ses lecteurs en France, par Georges Voisset, Revue de Littérature Comparée, 1994.
- Promenades malaises, par Raymond Voyat, Parallèles, Cahiers de l'École de Traduction et d'Interprétation de Genève, 1992.

## Autres références
- Lettres et pièces diplomatiques écrites en malay, par Édouard Dulaurier, F. Didot, 1845.
- Grammaire de la langue malaie, par Cornelis P. J. Elout, J. Enschede en Zonen, 1824.
- Quelques essais de littérature vraiment universelle, par René Etiemble, Gallimard 1981.
- Malaisie, par Henri Fauconnier, Stock, Prix Goncourt 1930.
- Le Pantoun des Pantoun, par René Ghil, E. Goussard, 1902.